# Weltausstellung Paris 1878
Die Weltausstellung 1878 in Paris (fr: Exposition universelle de 1878) fand zwischen dem 1. Mai 1878 und dem 31. Oktober 1878 auf dem Champ de Mars (Marsfeld) und dem Chaillot-Hügel statt.
Das 77 Hektar große Ausstellungsgelände wurde in nur 19 Monaten für die nationale und internationale Leistungsschau des nach der Niederlage von 1870/71 rasch wieder erstarkten Frankreich eingerichtet. Die Besucherzahl betrug 16 Millionen Menschen. Insgesamt nahmen 52.835 Aussteller teil. Als Neuheiten wurden u. a. eine Eismaschine und elektrisches Licht vorgestellt.

## Geschichte
Der Architekt Gabriel Davioud und der Ingenieur Jules Bourdais errichteten aus Anlass dieser Weltausstellung das Palais du Trocadéro, das 1937 dem Palais de Chaillot weichen musste. Ein Teil des skulpturalen Schmucks des Trocadéro findet sich heute beim Musée d’Orsay aufgestellt, die berühmte Konzertorgel wurde zur Orgel des Auditorium Maurice Ravel. Im großen Konzertsaal des Trocadéro fanden die festlichen Empfänge der Weltausstellung statt.
Während Österreich-Ungarn der Einladung gefolgt war, hatte Deutschland sie zunächst ausgeschlagen. Die 1876 in der „Kunst- und Kunstgewerbeausstellung zu München“ präsentierten Errungenschaften waren der Reichsregierung im Kontext von Weltneuheiten als zu dürftig und daher nicht vorzeigbar erschienen. Erst auf Intervention des französischen Botschafters Charles Raymond de Saint-Vallier sagte der Reichskanzler Otto von Bismarck eine deutsche Teilnahme zu, um „Friedensliebe und das gute Einvernehmen mit dem früheren Feinde“ zu bezeugen. Da es für eine Zusammenstellung geeigneter Exponate zu spät war, beauftragte Bismarck Anton von Werner mit einer Präsentation des deutschen Kunstschaffens. Frankreich reduzierte seine Ausstellungsfläche und stellte Werner zwei verbundene Säle zur Verfügung. Eröffnet werden konnten sie vor einem erwartungsvollen Publikum erst zwei Wochen nach Beginn der Ausstellung. Einen zentralen Platz hatte das Gemälde Eisenwalzwerk (Moderne Cyklopen) von Adolph Menzel bekommen, das unter Kunstfreunden besondere Aufmerksamkeit fand.

## Attraktionen
Der riesige rechteckige Ausstellungspalast auf dem Marsfeld (Palais de l’Exposition oder Palais de fer) zeigte auf 420.000 m² Grundfläche die Exponate der teilnehmenden Nationen. Zu den Attraktionen der Ausstellung gehörten ein großes Aquarium, ein mächtiger Fesselballon und der Kopf der Freiheitsstatue von Frédéric Auguste Bartholdi.
Der Friedhof Spring Grove Cemetery verkörperte wegen seiner modernen Landschaftsgestaltung von Adolph Strauch eine beachtete Attraktion und war in den Vorbereitungen zur Ausstellung als einziger seiner Art zur Teilnahme aufgefordert worden.
Antoni Gaudí hatte – gerade das Architekturstudium abgeschlossen – für diese Ausstellung eine Schauvitrine für den Handschuhfabrikanten Esteban Comella gestaltet, die das Interesse des Industriellen Eusebi Güell i Bacigalupi weckte.
Der Länderpavillon von Norwegen und Schweden wurde nach der Weltausstellung in der Stadt Courbevoie neu errichtet und dient heute als Musée Roybet Fould. Ebenfalls in Courbevoie steht die Villa Pavillon des Indes, die unter Verwendung von Bauteilen aus dem Pavillon von Britisch-Indien entstand.

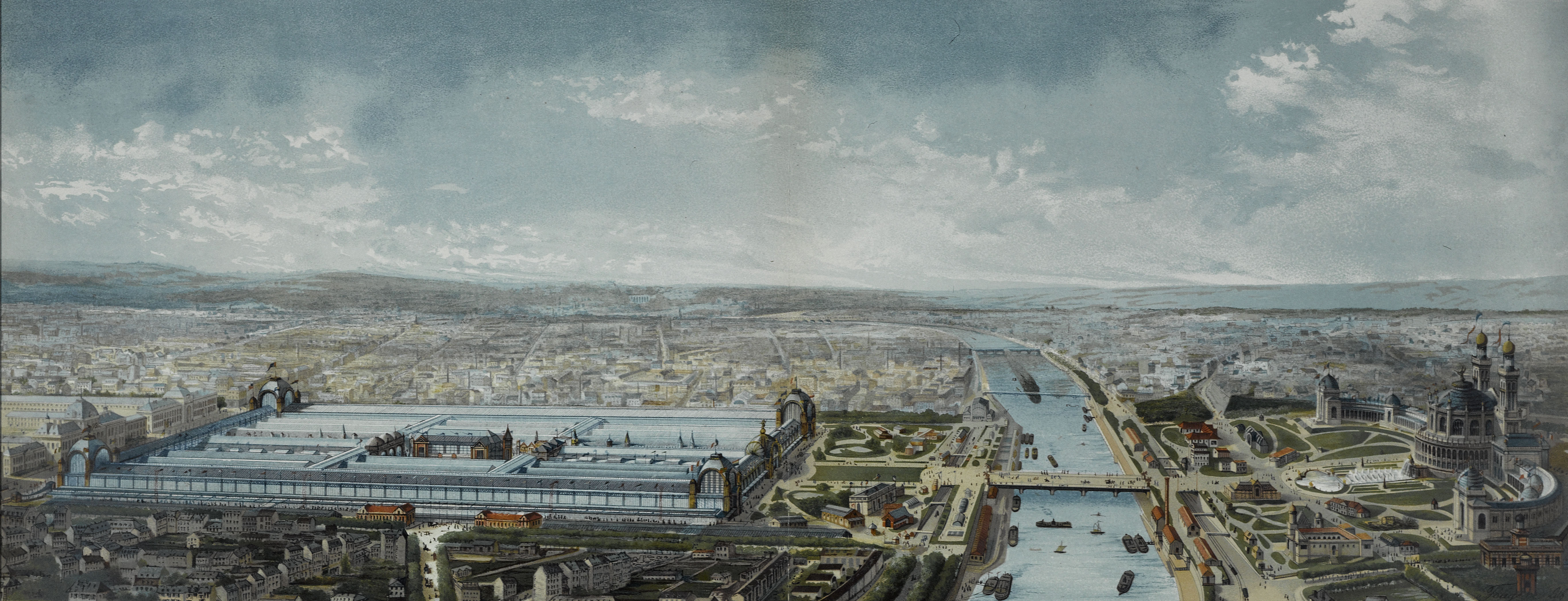
Panorama der Weltausstellung Paris 1878
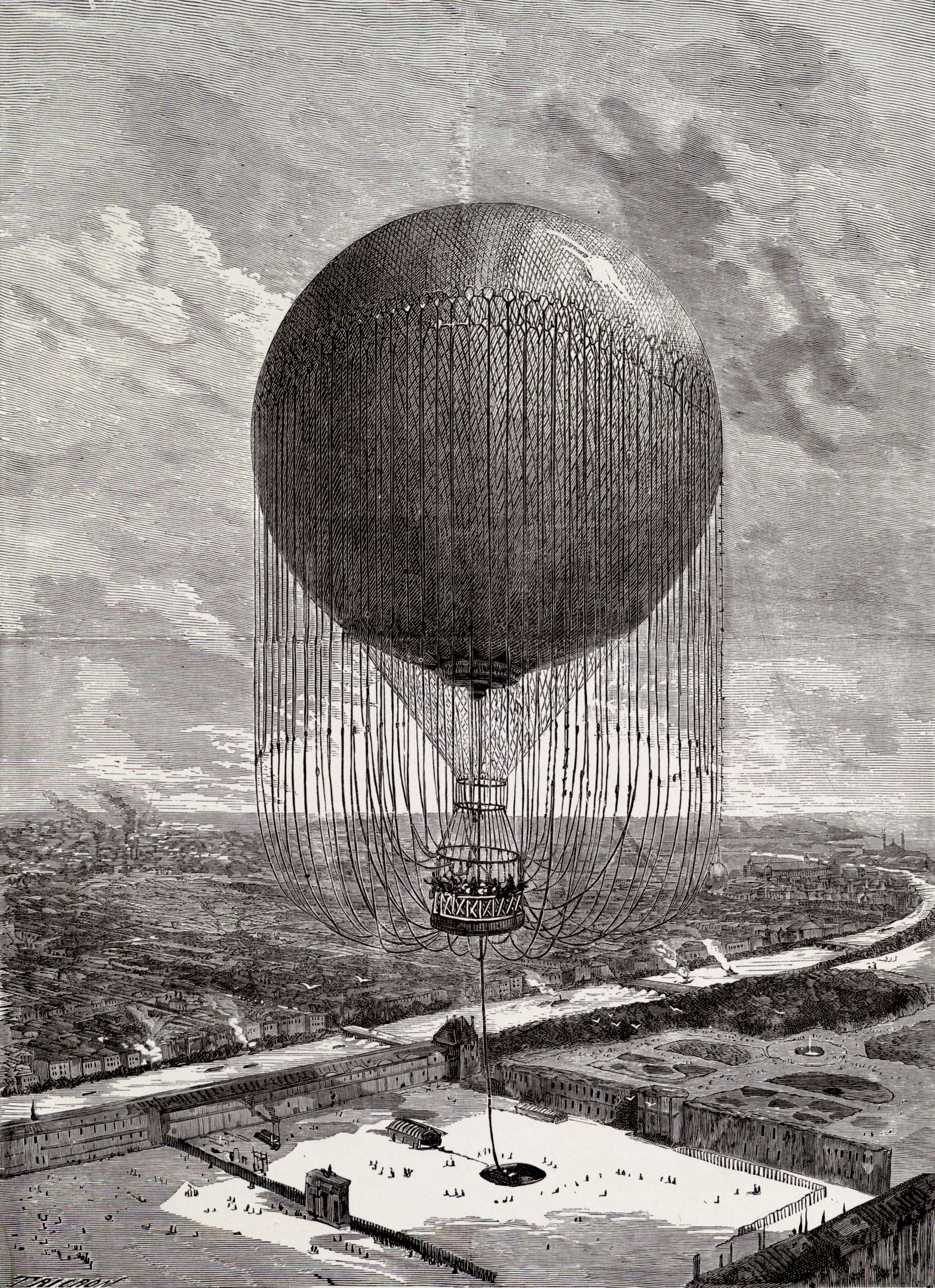
Fesselballon im Jardin des Tuileries
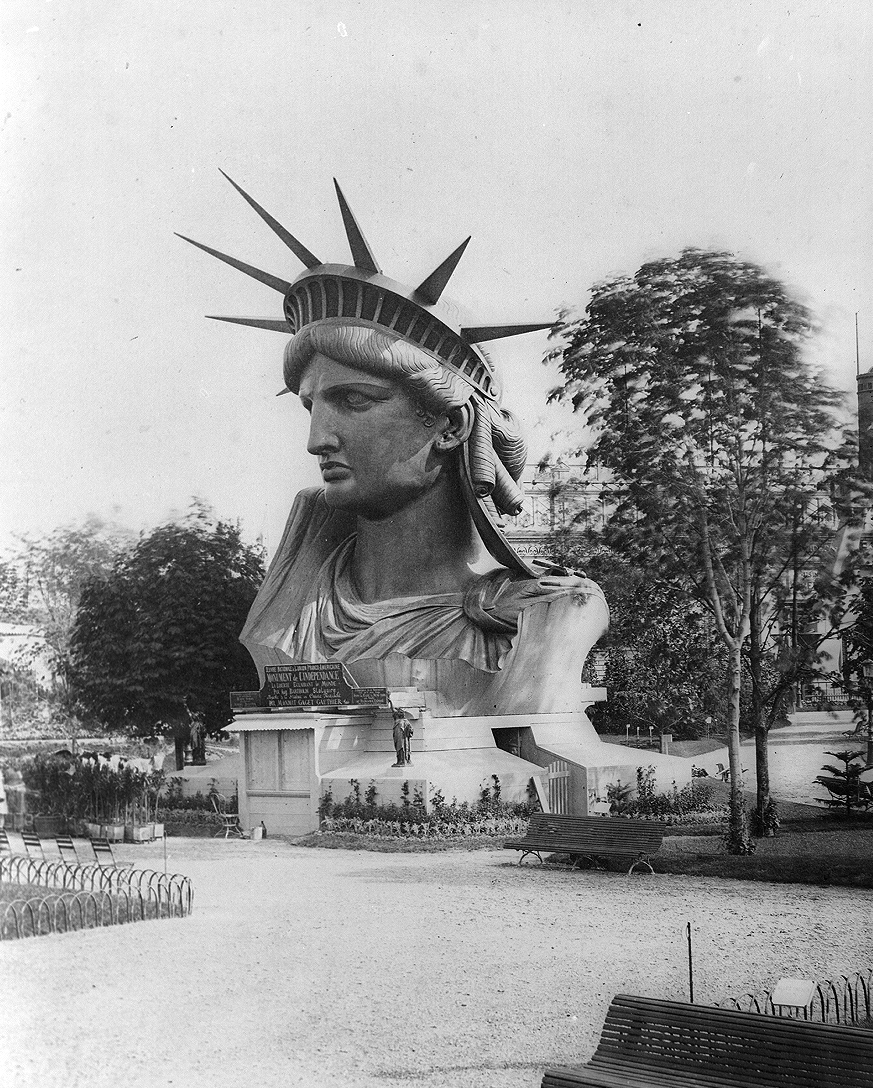
Kopf der Freiheitsstatue
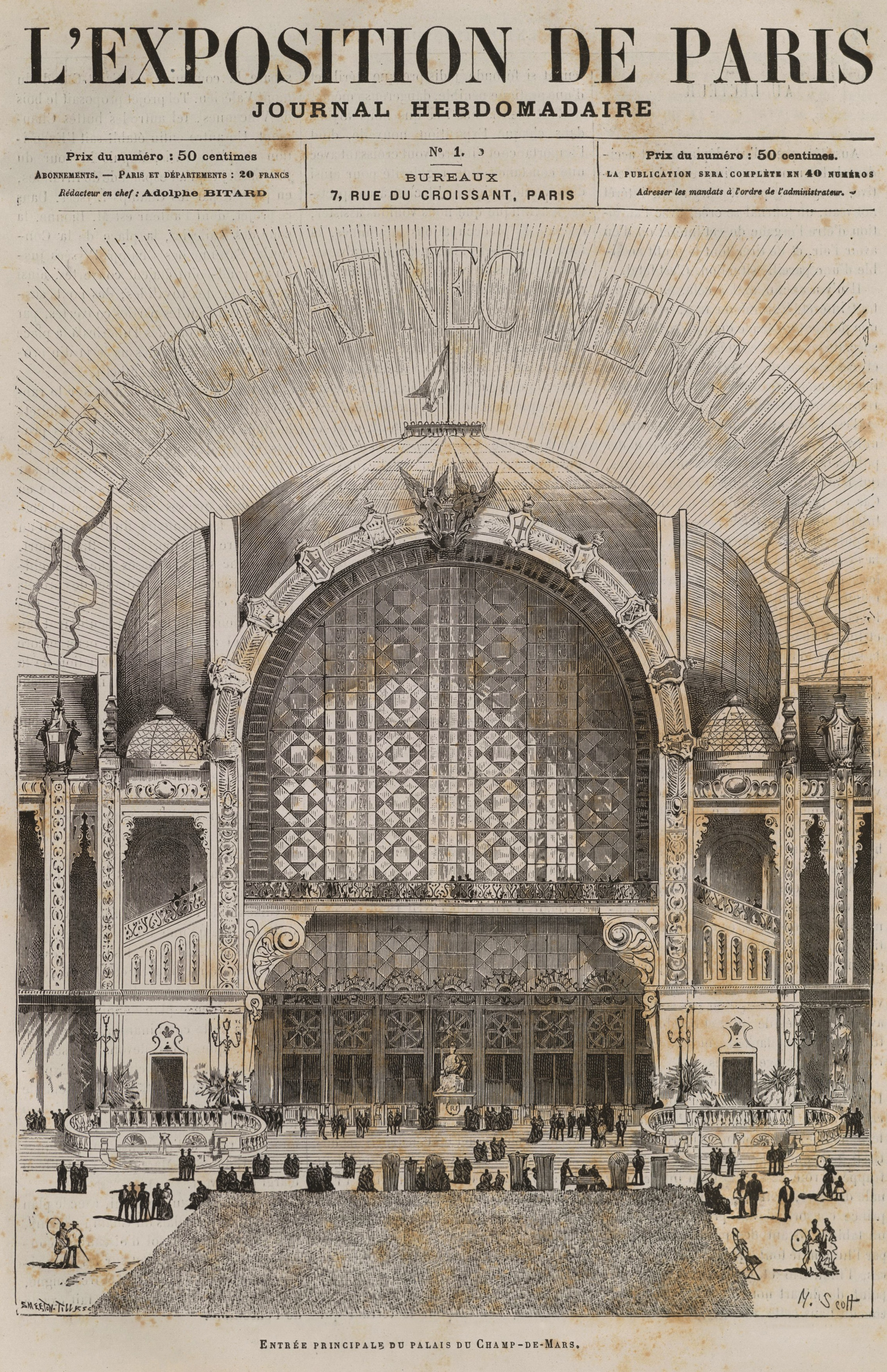
Haupteingang in den Palais du Champ de Mars
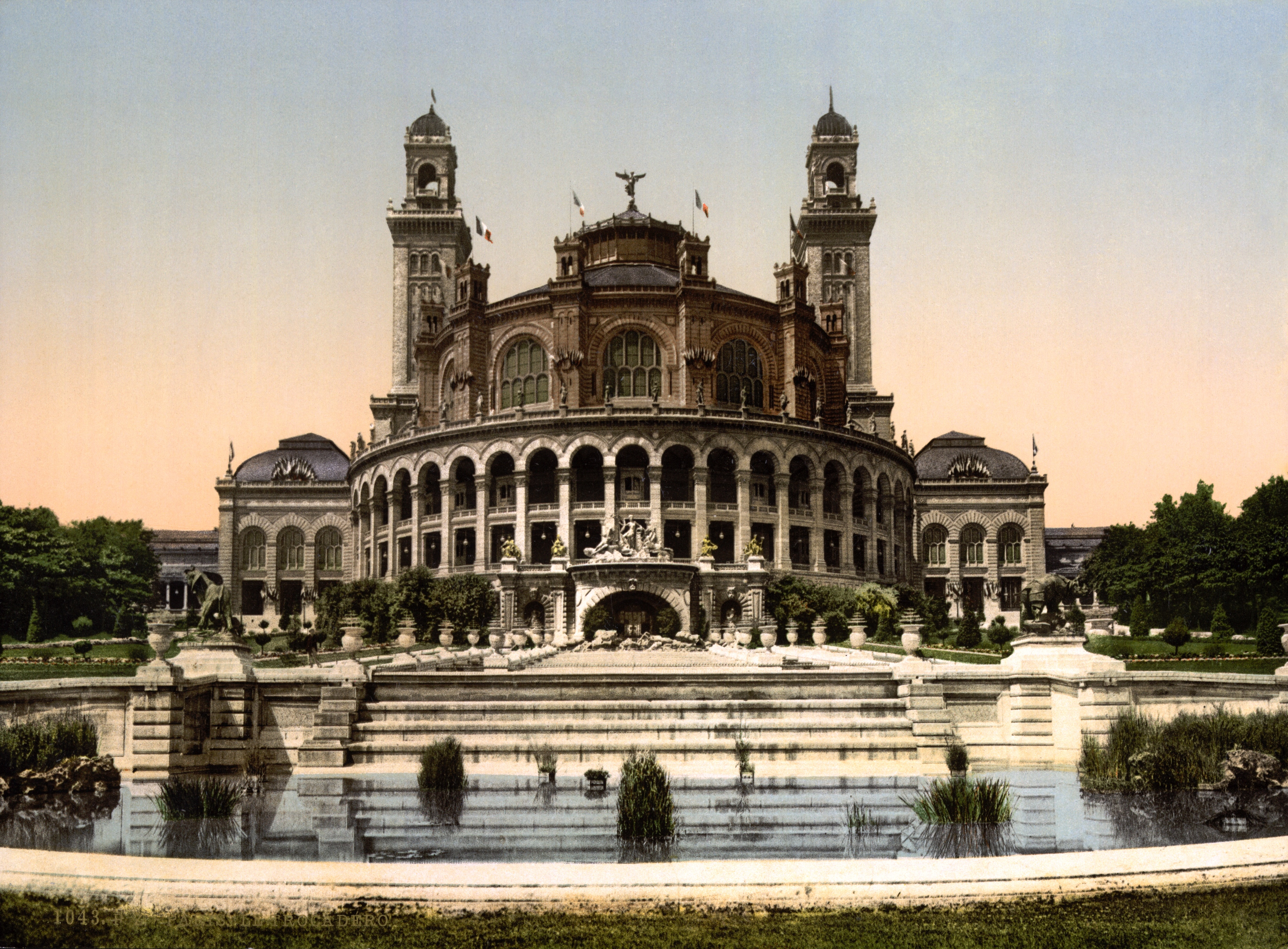
Palais du Trocadéro
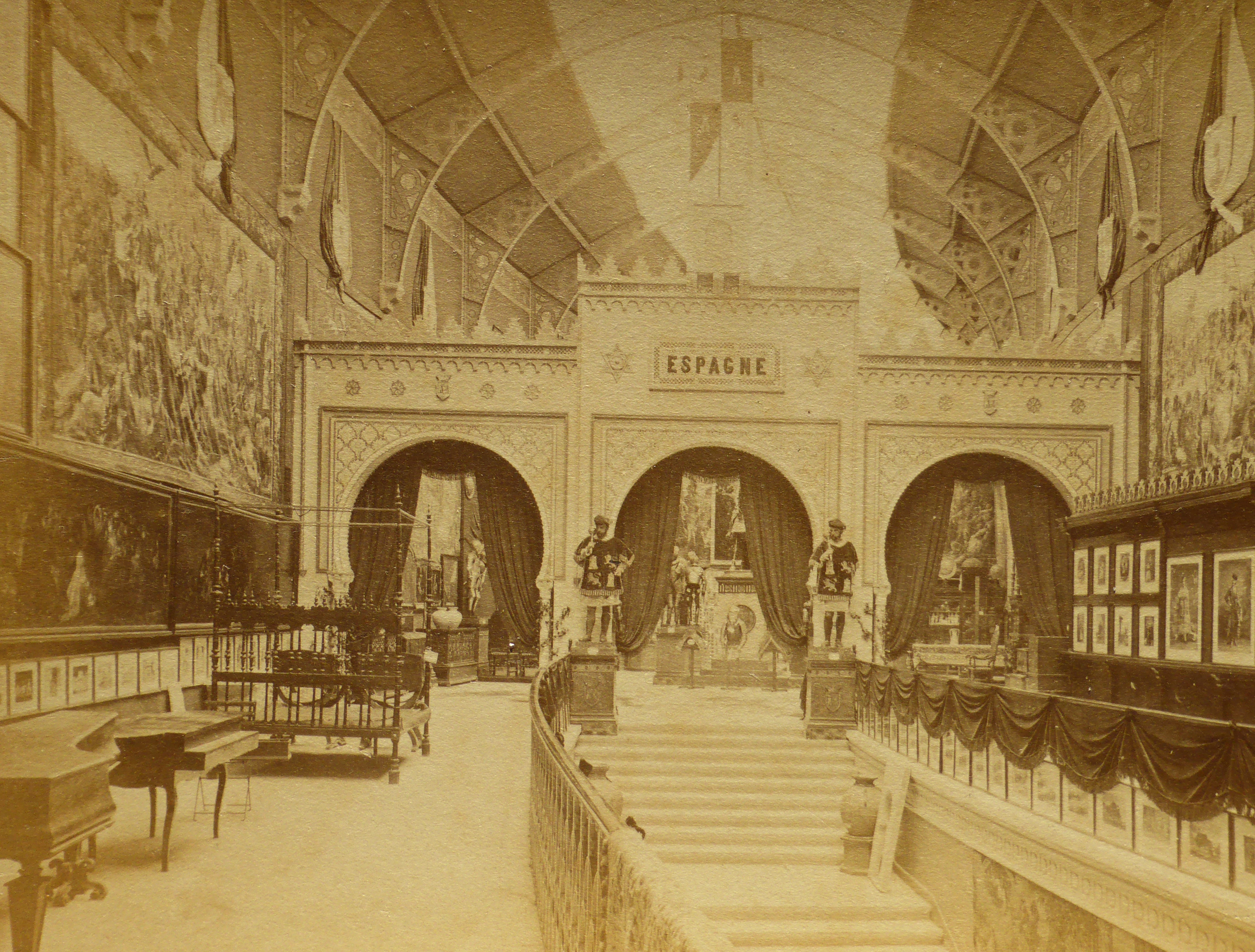
Pavillon von Spanien im Palais du Trocadéro mit Bildern von Francisco de Goya
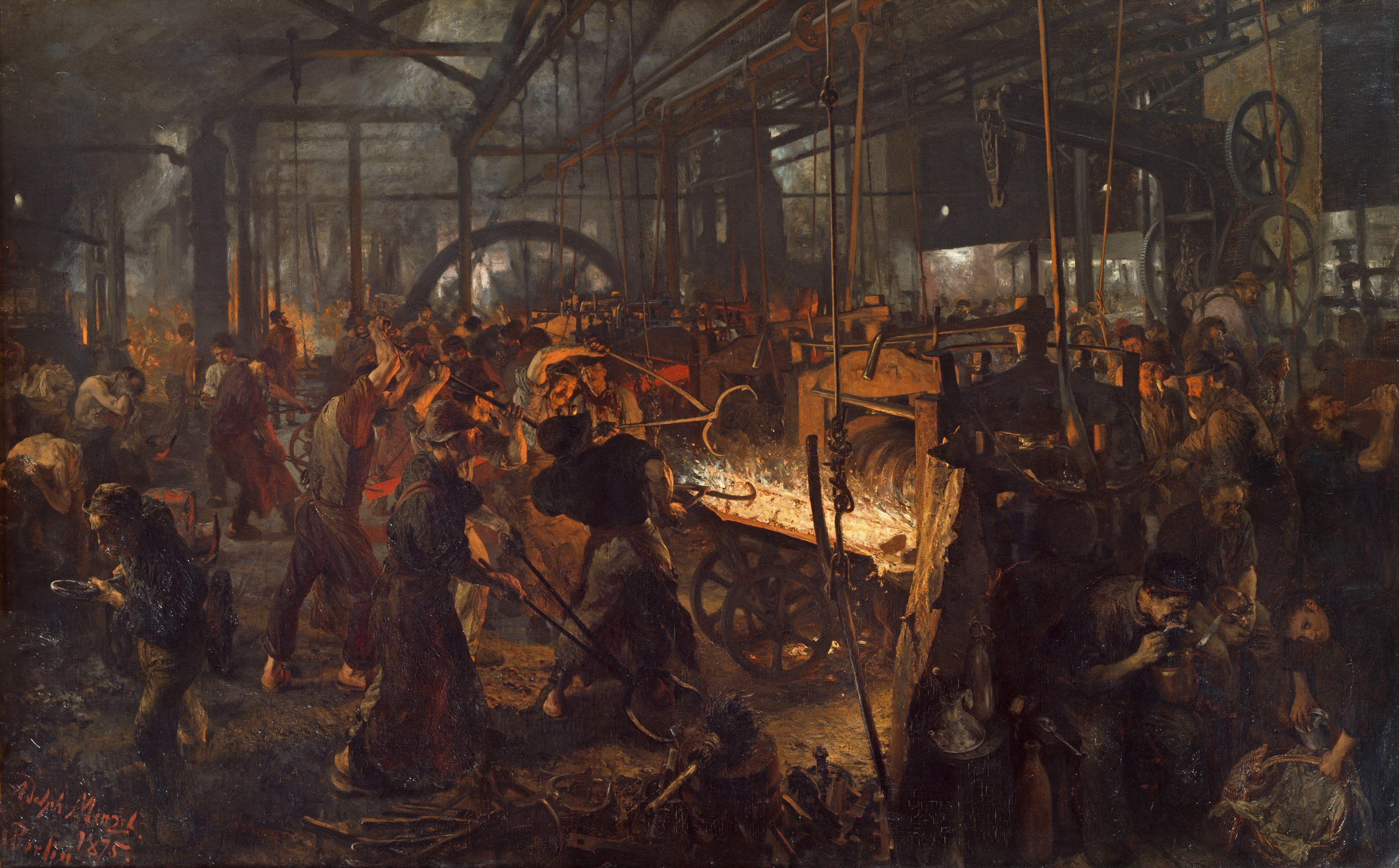
Adolph Menzels Gemälde La Forge (Cyclopes modernes)
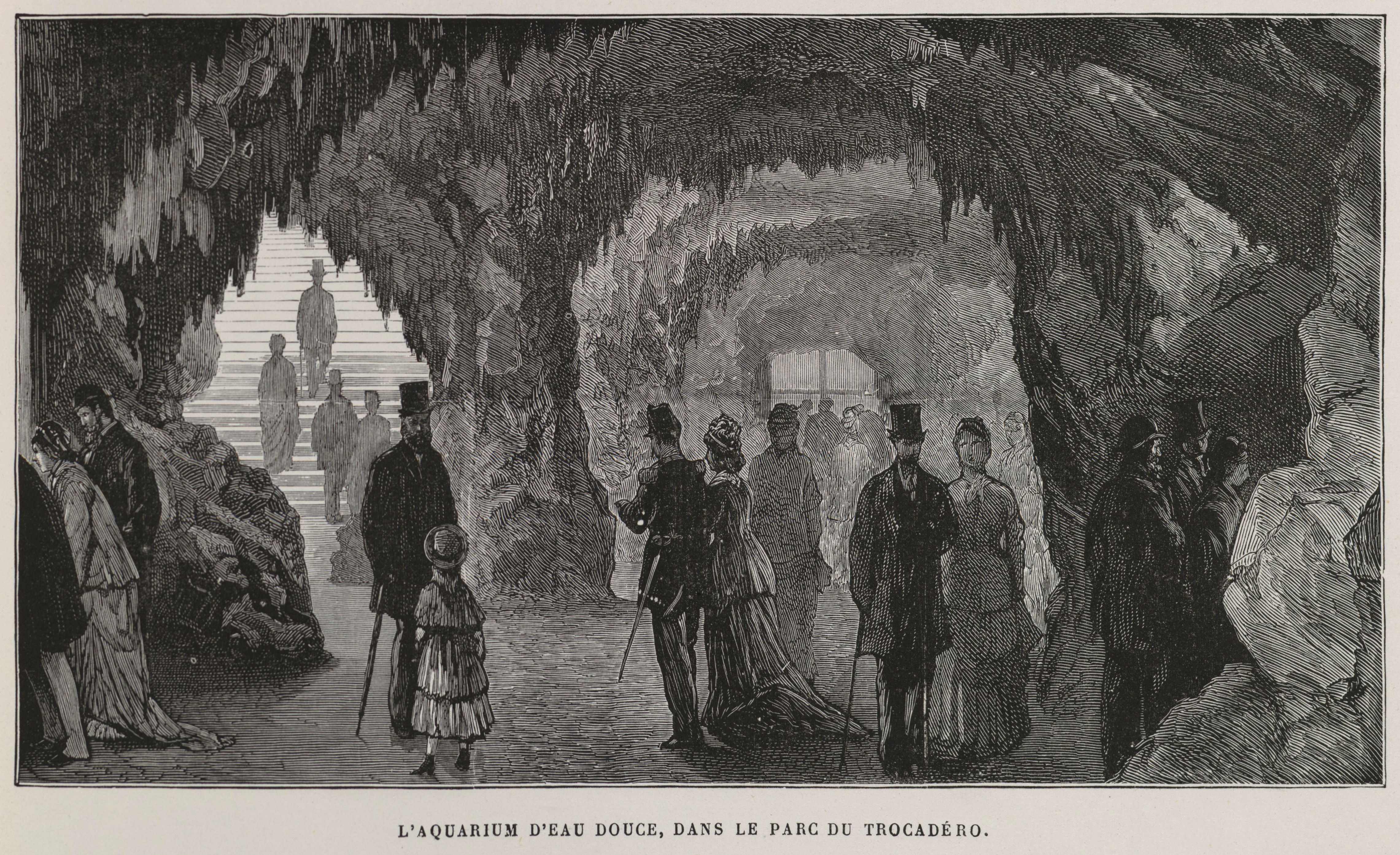
Süsswasseraquarium im Park des Trocadéro